# Pagan (ö)
Pagan (chamorro Pagan, tidigare Paygan) är en ö i Nordmarianerna i västra Stilla havet.

## Geografi
Pagan är en ö bland Nordmarianerna och ligger cirka 320 km norr om huvudön Saipan och cirka 525 km nordöst om Guam. Geografiskt ligger ön i Mikronesien och de geografiska koordinaterna är 18°06′ N och 145°46′ Ö.
Ön är av vulkaniskt ursprung och har en sammanlagd areal om ca 47,8 km² med en längd på ca 16,25 km och ca 3,75 km bred. Den högsta höjden är den norra vulkanen Mount Pagan på ca 570 m ö.h. och ön delas av ett smalt näs. Det finns sötvattenkällor och två små insjöar på ön.

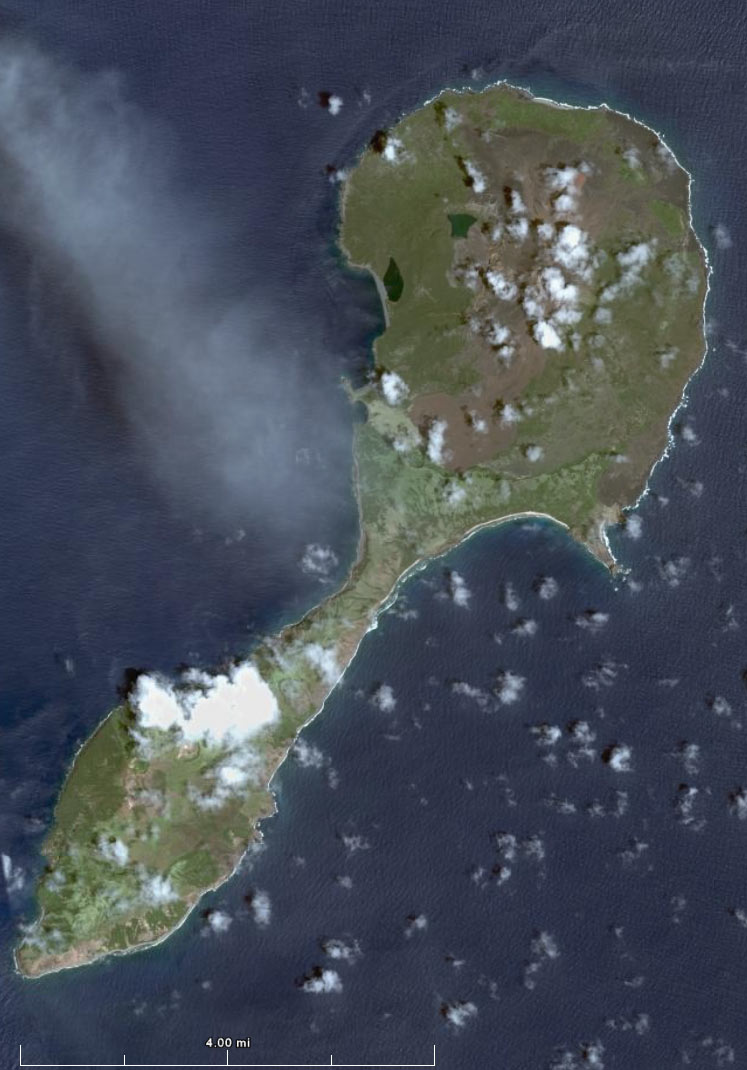

Den numera obebodda ön är svårtillgänglig beroende på de branta kustklipporna förutom vid Apaan Bay på öns västra del.
Förvaltingsmässigt ingår Pagan i "municipality" (kommun) Northern Islands som omfattar alla öar norr om huvudön.

## Historia
Marianerna har troligen varit bebodd av polynesier sedan 1500-talet f Kr. Ögruppen upptäcktes av portugisiske Ferdinand Magellan i mars 1521 som då namngav öarna "Las Islas de Los Ladrones". Öarna hamnade 1667 under spansk överhöghet och döptes då om till "Islas de las Marianas".
Under första världskriget ockuperades området i oktober 1914 av Japan. Japan erhöll förvaltningsmandat över området av Nationernas förbund vid Versaillesfreden 1919. Marianerna ingick sedan i Japanska Stillahavsmandatet.
Pagans vulkaner har haft en rad utbrott i modern tid och 1981 fick vulkanen sitt senaste kraftiga utbrott och hela befolkningen evakuerades.